# Serhij Morozov
Serhij Jurijovyč Morozov (in ucraino Сергій Юрійович Морозов?, in russo Сергей Юрьевич Морозов?, Sergej Jur'evič Morozov; Sverdlovs'k, 30 aprile 1950 – Kiev, 22 ottobre 2021) è stato un calciatore sovietico, dal 1991 ucraino, di ruolo centrocampista.
Morozov è morto il 22 ottobre 2021 per complicazioni da Covid-19.

## Carriera

### Club
Morozov iniziò la sua carriera calcistica nel 1969 con il Lokomotyv Vinnycja, per poi passare nel 1970 al Desna Černihiv. Nel 1971 si trasferì al Šachtar Kadiïvka e successivamente, sempre nello stesso anno, alla Zarja, dove giocò fino al 1973, totalizzando 48 presenze e segnando 5 gol. Nel 1974 si trasferì al CSKA Mosca, squadra con cui rimase fino al 1977, collezionando 95 presenze e 1 gol.

### Allenatore
Dopo il ritiro dal calcio giocato, Morozov intraprese la carriera di allenatore. Dal 1979 al 1980 fu vice allenatore del CSKA Mosca. Successivamente, tra il 1986 e il 1990, allenò l'Iskra Smolensk. Nel 1991-1992 fu alla guida del Geolog Tjumen', mentre nel 1994 allenò il Shenyang Ginde. Negli anni successivi, Morozov ricoprì il ruolo di allenatore in varie squadre, tra cui la Nyva Vinnycja (1995-1996), la Nisa Aşgabat (1997), il CSKA Kiev (1997), il Borysfen (1998-1999), il Prykarpat'e Ivano-Frankivs'k (1999-2000), la Vorskla (2000-2001) e nuovamente il Borysfen, come vice allenatore, dal 2001 al 2002. L'ultima sua esperienza da allenatore fu al Dnipro Čerkasy, dove rimase dal 2005 al 2007.

### Nazionale
Morozov ha anche avuto un breve passaggio nella nazionale sovietica, con cui ha giocato una partita nel 1972, senza segnare gol.

## Statistiche

### Cronologia presenze e reti in nazionale
| Cronologia completa delle presenze e delle reti in nazionale ― Unione Sovietica | Cronologia completa delle presenze e delle reti in nazionale ― Unione Sovietica | Cronologia completa delle presenze e delle reti in nazionale ― Unione Sovietica | Cronologia completa delle presenze e delle reti in nazionale ― Unione Sovietica | Cronologia completa delle presenze e delle reti in nazionale ― Unione Sovietica | Cronologia completa delle presenze e delle reti in nazionale ― Unione Sovietica | Cronologia completa delle presenze e delle reti in nazionale ― Unione Sovietica | Cronologia completa delle presenze e delle reti in nazionale ― Unione Sovietica |
| Data                                                                            | Città                                                                           | In casa                                                                         | Risultato                                                                       | Ospiti                                                                          | Competizione                                                                    | Reti                                                                            | Note                                                                            |
| ------------------------------------------------------------------------------- | ------------------------------------------------------------------------------- | ------------------------------------------------------------------------------- | ------------------------------------------------------------------------------- | ------------------------------------------------------------------------------- | ------------------------------------------------------------------------------- | ------------------------------------------------------------------------------- | ------------------------------------------------------------------------------- |
| 29-6-1972                                                                       | San Paolo                                                                       | Uruguay                                                                         | 0 – 1                                                                           | Unione Sovietica                                                                | Coppa d'Indipendenza Brasiliana                                                 | -                                                                               | 46’                                                                             |
| Totale                                                                          |                                                                                 | Presenze                                                                        | 1                                                                               |                                                                                 | Reti                                                                            | 0                                                                               |                                                                                 |

## Palmarès

### Giocatore

#### Competizioni nazionali
- Campionato sovietico: 1

Zorja: 1972